# Jorge Nunes
Jorge „Lindo” Nunes Barroso (ur. 20 marca 1966 w Rio de Janeiro) – brazylijski piłkarz występujący na pozycji napastnika, trener piłkarski, obecnie prowadzi belizeński San Pedro Pirates.

## Kariera klubowa
Nunes pochodzi z Rio de Janeiro i rozpoczynał swoją karierę piłkarską w tamtejszym zespole Bangu AC. Stamtąd w wieku dziewiętnastu lat przeszedł do salwadorskiego CD Luis Ángel Firpo. W krajach Ameryki Środkowej spędził już resztę swojego życia. W salwadorskiej Primera División zadebiutował 2 czerwca 1985 w wygranym 3:0 meczu z UCA, w którym strzelił również premierowego gola. W Firpo występował przez półtora roku, zdobywając 12 bramek w lidze salwadorskiej. W styczniu 1987 odszedł do honduraskiego CD Motagua, po czym kontynuował swoją karierę w Gwatemali kolejno w klubach Comunicaciones FC, Aurora FC i CSD Suchitepéquez. Następnie przez rok był graczem belizeńskiego Juventus FC.
W 1994 roku Nunes powrócił do Salwadoru, dołączając do drugoligowego CD Sonsonate. Ze względu na problemy proceduralne rozegrał tam tylko jedno spotkanie, a następnie przeszedł do Acajutla FC, dla którego strzelił jednego gola. Później był zawodnikiem innego salwadorskiego drugoligowca, CD Arcense, gdzie spotkał się ze swoimi rodakami – trenerem Tupinambą dos Santosem i piłkarzem Eduardo Santaną. Solidaryzując się ze skłóconym z zarządem Dos Santosem, Nunes i Santana zdecydowali się odejść z zespołu. Nunes ponownie zasilił Juventus FC, z którym wywalczył dwa mistrzostwa Belize (1995/1996, 1996/1997). Karierę kończył w Gwatemali w drugoligowym CF Universidad de San Carlos oraz trzecioligowych Juventud Retalteca i Deportivo Santa Catarina Pinula, a bezpośrednią przyczyną zakończenia gry w piłkę była kontuzja więzadeł krzyżowych.

## Kariera szkoleniowa
Przygotowania do uzyskania licencji trenera piłkarskiego pierwszego stopnia Nunes rozpoczął już w 1989 roku. Licencję drugiego i trzeciego stopnia uzyskał w Gwatemali pod koniec lat 90. W roli trenera zadebiutował w 2000 roku w gwatemalskim Deportivo Carchá, a w 2001 roku był w sztabie Deportivo Zacapa. W duecie z Eduardo Santaną utrzymali się z nim w lidze gwatemalskiej, a później zakwalifikowali się do ligowej fazy play-off, lecz odeszli z klubu w wyniku różnicy zdań z zarządem. W 2002 roku trenował swój były klub, belizeński Juventus FC. Później pracował w Belizeńskim Związku Piłki Nożnej jako selekcjoner reprezentacji Belize U-17 w razem z Eduardo Santaną. Poprowadził ją w środkowoamerykańskich kwalifikacjach do Mistrzostw CONCACAF U-17, wysoko przegrywając z Kostaryką (0:8) i Panamą (0:4). Trenował również reprezentację Belize U-21.
W tamtym okresie Nunes zdecydował się osiąść na stałe w belizeńskim mieście Orange Walk, gdzie założył rodzinę (jego żona jest Belizenką). Po raz kolejny prowadził tamtejszy Juventus FC, a następnie inne kluby z ligi belizeńskiej – kolejno Calcutta Bulls, Mango Creek FC, Wagiya FC, San Pedro Dolphins, FC Belize (dwa wicemistrzostwa Belize), ponownie San Pedro Dolphins, Orange Walk United FC, Belize Defence Force FC i Police United FC oraz był asystentem trenera Freda Garcii w FC Belize. Pracował również jako asystent Leroya Sherriera Lewisa oraz Edmunda Pandy'ego w Belmopan Bandits FC, a potem asystował też Lewisowi w reprezentacji Belize. Prowadził również pierwszą drużynę Belmopan Bandits.
W lutym 2015 Nunes został selekcjonerem reprezentacji Belize, którą poprowadził w eliminacjach do Mistrzostw Świata w Rosji. Belizeńczycy pokonali wówczas w pierwszej rundzie Kajmany (0:0, 1:1) dzięki bramce wyjazdowej, w drugiej rundzie Dominikanę (2:1, 3:0), zaś w trzeciej rundzie ulegli Kanadzie (0:3, 1:1). Prowadzona przez niego drużyna była chwalona za próbę zaadaptowania ofensywnego stylu gry. Za jego kadencji Belize awansowało na najwyższe w historii miejsce w rankingu FIFA (114.).
Po odejściu z reprezentacji Nunes ponownie prowadził Police United FC. W sezonie 2018/2019 Closing doprowadził klub San Pedro Pirates FC do pierwszego w jego historii mistrzostwa Belize. Został także wówczas wybrany w oficjalnym plebiscycie najlepszym trenerem ligi belizeńskiej.